# Championnats d'Afrique d'athlétisme 2010
Navigation
Les 17es Championnats d'Afrique d'athlétisme ont eu lieu à Nairobi au Kenya du 28 juillet au 1er août 2010. La compétition, organisée par la Confédération africaine d'athlétisme, réunit 588 athlètes issus de 46 pays. Les épreuves se disputent au Nyayo National Stadium qui peut accueillir près de 30 000 spectateurs. La compétition était initialement prévue du 28 avril au 2 mai 2010 mais a été repoussée par la Confédération africaine d'athlétisme à la suite des retards pris dans la préparation de l'événement.

## Résultats

### Hommes
| 100 m | Ben-Youssef Méité 10 s 08                                                     | Aziz Zakari 10 s 12                                                                  | Simon Magakwe 10 s 14                                                          |
| 200 m | Amr Seoud 20 s 36 (NR)                                                        | Ben-Youssef Meité 20 s 39 (SB)                                                       | Simon Magakwe 20 s 56                                                          |
| 400 m | Mohamed Khouaja 44 s 98 (NR)                                                  | Rabah Yousif 45 s 18                                                                 | Gary Kikaya 45 s 28                                                            |
| 800 m | David Rudisha 1 min 42 s 84                                                   | Alfred Yego 1 min 44 s 85 (SB)                                                       | Jackson Kivuva 1 min 45 s 47 (SB)                                              |
| 1 500 m | Asbel Kiprop 3 min 36 s 19 (CR)                                               | Amine Laâlou 3 min 36 s 38                                                           | Mekonnen Gebremedhin 3 min 36 s 65                                             |
| 5 000 m | Edwin Soi 13 min 30 s 46 (SB)                                                 | Vincent Yator 13 min 30 s 53 (SB)                                                    | Mark Kiptoo 13 min 32 s 45 (SB)                                                |
| 10 000 m | Wilson Kiprop 27 min 32 s 91                                                  | Moses Kipsiro 27 min 33 s 37                                                         | Geoffrey Mutai 27 min 33 s 83                                                  |
| 110 m haies | Othmane Hadj Lazib 13 s 77                                                    | Selim Nurudeen 13 s 83                                                               | Ruan de Vries 13 s 98                                                          |
| 400 m haies | L. J. van Zyl 48 s 51 (SB)                                                    | Cornel Fredericks 48 s 79 (SB)                                                       | Mamadou Kassé Hanne 49 s 10 (SB)                                               |
| 3 000 m steeple | Richard Mateelong 8 min 23 s 54                                               | Ezekiel Kemboi 8 min 26 s 13                                                         | Roba Gary Chubeta 8 min 27 s 15                                                |
| 4 × 100 m | Afrique du Sud Hannes Dreyer Simon Magakwe Lehann Fourie Thuso Mpuang 39 s 12 | Nigeria Fred Agbaje Benjamin Adukwu Ogho-Oghene Egwero Obinna Metu 39 s 22           | Ghana Emmanuel Appiah Kubi Nana Kofi Sanah Godwin Hukporti Aziz Zakari 39 s 31 |
| 4 × 400 m | Kenya Geoffrey Ngeno Vincent Koskei Julius Kirwa Mark Mutai 3 min 02 s 96     | Botswana Isaac Makwala Thapelo Ketlogetswe Pako Seribe Obakeng Ngwigwa 3 min 05 s 16 | Nigeria Saul Weigopwa James Godday Tobi Ogunmola Isah Salihu 3 min 06 s 53     |
| 20 km marche | Hassanine Sebei 1 h 20 min 36 s (CR)                                          | David Kimutai Rotich 1 h 21 min 07 s (SB)                                            | Hichem Medjeber 1 h 22 min 53 s (PB)                                           |
| Saut en longueur | Godfrey Khotso Mokoena 8,23 m                                                 | Ndiss Kaba Badji 8,10 m                                                              | Stanley Gbagbeke 8,06 m                                                        |
| Triple saut | Tosin Oke 17,22 m                                                             | Hugo Mamba-Schlick 16,78 m (SB)                                                      | Tumelo Thagane 16,64 m                                                         |
| Saut en hauteur | Kabelo Kgosiemang 2,19 m                                                      | Bong Matogno 2,15 m (SB)                                                             | Fernand Djoumessi Mohamed Idris 2,15 m                                         |
| Saut à la perche | Hamdi Dhouibi 4,70 m                                                          | Larbi Bourrada 4,60 m                                                                | Mourad Souissi 4,40 m                                                          |
| Lancer du poids | Burger Lambrechts 18,63 m                                                     | Roelie Potgieter 18,62 m                                                             | Orazio Cremona 18,27 m                                                         |
| Lancer du disque | Omar Ahmed El Ghazaly 59,30 m                                                 | Yasser Ibrahim Farag 58,71 m                                                         | Victor Hogan 58,11 m                                                           |
| Lancer du marteau | Mohsen El Anany 74,72 m                                                       | Chris Harmse 72,56 m                                                                 | Mostafa Hesham El Gamel 71,40 m                                                |
| Lancer du javelot | Ihab Al Sayed Abdelrahman 78,02 m (SB)                                        | Gerhardus Pienaar 75,96 m                                                            | Julius Yego 74,51 m (SB)                                                       |
| Décathlon | Larbi Bouraada 8 148 pts                                                      | Mourad Souissi 7 818 pts                                                             | Guillaume Thierry 7 100 pts                                                    |
| Records et Performances - AR : Record continental (area record) - CR : Record des championnats (championship record) - MR : Record du meeting (meet record) - NR : Record national (national record) - OR : Record olympique (olympic record) - PR : Record paralympique (paralympic record) - PB : Record personnel (personal best) - SB : Meilleure performance personnelle de la saison (season's best) - WL : Meilleure performance mondiale de l'année (world leader) - WJR : Record du monde junior (world junior record) - WR : Record du monde (world record) Circonstances et Conditions - DNF : N'a pas terminé (did not finish) - DNS : N'a pas pris le départ (did not start) - DQ : Disqualification (disqualification) - NM : Aucun essai valable enregistré (No Mark) - Q : Qualifié « directement » au prochain tour (ou à la prochaine compétition), lors d'une compétition majeure, grâce au classement ou à la réalisation des minima (automatic qualifier) - q : Qualifié au prochain tour (ou à la prochaine compétition), lors d'une compétition majeure, grâce au repêchage ou à la réalisation de l'une des meilleures performances parmi celles des « non qualifiés directement » (grâce au meilleur temps ou à la meilleure distance par exemple) (secondary qualifier) |                                                                               |                                                                                      |                                                                                |

### Femmes
| 100 m | Blessing Okagbare 11 s 03                                                        | Ruddy Zang-Milama 11 s 15 (NR)                                                                          | Oludamola Osayomi 11 s 22 (SB)                                                              |
| 200 m | Oludamola Osayomi 23 s 36 (SB)                                                   | Estie Wittstock 23 s 50 (SB)                                                                            | Ruddy Zang-Milama 23 s 59 (PB)                                                              |
| 400 m | Amantle Montsho 50 s 03 (PB)                                                     | Amy Mbacke Thiam 51 s 32 (SB)                                                                           | Shade Abugan 51 s 63                                                                        |
| 800 m | Zahra Bouras 2 min 00 s 22                                                       | Janeth Jepkosgei 2 min 00 s 50                                                                          | Malika Akkaoui 2 min 01 s 01 (PB)                                                           |
| 1 500 m | Nancy Lagat 4 min 10 s 43                                                        | Gelete Burka 4 min 11 s 12                                                                              | Btissam Lakhouad 4 min 11 s 81                                                              |
| 5 000 m | Vivian Cheruiyot 16 min 18 s 72                                                  | Meseret Defar 16 min 20 s 54                                                                            | Sentayehu Ejigu 16 min 22 s 32                                                              |
| 10 000 m | Tirunesh Dibaba 31 min 51 s 39                                                   | Meselech Melkamu 31 min 55 s 50                                                                         | Linet Masai 31 min 59 s 36 (SB)                                                             |
| 100 m haies | Seun Adigun 13 s 14 (SB)                                                         | Gnima Faye 13 s 67                                                                                      | Amina Ferguen 13 s 87                                                                       |
| 400 m haies | Hayat Lambarki 55 s 96 (PB)                                                      | Ajoke Odumosu 55 s 97                                                                                   | Maureen Jelagat Maiyo 56 s 74 (SB)                                                          |
| 3 000 m steeple | Milcah Cheywa 9 min 32 s 18 (CR)                                                 | Sofia Assefa Abebe 9 min 32 s 58                                                                        | Lydiah Rotich 9 min 37 s 32 (SB)                                                            |
| 4 × 100 m | Nigeria Lawreta Ozoh Agnes Osazuwa Oludamola Osayomi Blessing Okagbare 43 s 45   | Cameroun Fanny Appes Ekanga Charlotte Mebenga Amombo Carole Made Kaboud Mebam Delphine Atangana 44 s 90 | Ghana Rosina Amenebede Elizabeth Amolofo Beatrice Gyaman Flings Owusu-Agyapong 45 s 40      |
| 4 × 400 m | Nigeria Shade Abugan Margaret Etim Bukola Abogunloko Ajoke Odumosu 3 min 29 s 26 | Kenya Grace Miroyo Kidake Catherine Nandi Maureen Jelagat Maiyo Janeth Jepkosgei 3 min 35 s 12          | Sénégal Ndeye Fatou Seck Soumah Fatou Diabaye Marietou Badji Amy Mbacke Thiam 3 min 35 s 55 |
| 20 km marche | Grace Wanjiru 1 h 34 min 19 s (AR)                                               | Chaima Trabelsi 1 h 35 min 33 s                                                                         | Aynalem Eshetu Shefrawe 1 h 41 min 46 s (SB)                                                |
| Saut en longueur | Blessing Okagbare 6,62 m                                                         | Comfort Onyali 6,42 m                                                                                   | Jamaa Chnaik 6,30 m                                                                         |
| Triple saut | Sarah Nambawa 13,95 m (NR)                                                       | Nkurika Domeke 13,71 m (SB)                                                                             | Otonye Iworima 13,65 m (SB)                                                                 |
| Saut en hauteur | Selloane Tsoaeli 1,75 m                                                          | Lissa Labiche 1,70 m                                                                                    | Cherotich Koech 1,55 m                                                                      |
| Saut à la perche | Nisrin Dinar 3,70 m                                                              | Lætitia Berthier 3,50 m                                                                                 | Sinali Alima Ouattara 3,40 m                                                                |
| Lancer du poids | Mariam Ibekwe 13,67 m                                                            | Priscilla Isiao 13,62 m (SB)                                                                            | Doris Ratsimbazafy 13,56 m                                                                  |
| Lancer du disque | Elizna Naude 56,74 m                                                             | Kazai Suzanne Kragbe 55,53 m                                                                            | Sarah Hasseib Dardiri 46,51 m                                                               |
| Lancer du marteau | Amy Sène 64,11 m (NR)                                                            | Marwa Hussein 62,36 m (SB)                                                                              | Florence Ezeh 57,94 m (NR)                                                                  |
| Lancer du javelot | Sunette Viljoen 63,33 m                                                          | Justine Robbeson 60,24 m                                                                                | Hana'a Hassan Omar 55,14 m                                                                  |
| Heptathlon | Margaret Simpson 6 031 pts (CR)                                                  | Janet Wienand 5 500 pts                                                                                 | Selloane Tsoaeli 5 302 pts                                                                  |
| Records et Performances - AR : Record continental (area record) - CR : Record des championnats (championship record) - MR : Record du meeting (meet record) - NR : Record national (national record) - OR : Record olympique (olympic record) - PR : Record paralympique (paralympic record) - PB : Record personnel (personal best) - SB : Meilleure performance personnelle de la saison (season's best) - WL : Meilleure performance mondiale de l'année (world leader) - WJR : Record du monde junior (world junior record) - WR : Record du monde (world record) Circonstances et Conditions - DNF : N'a pas terminé (did not finish) - DNS : N'a pas pris le départ (did not start) - DQ : Disqualification (disqualification) - NM : Aucun essai valable enregistré (No Mark) - Q : Qualifié « directement » au prochain tour (ou à la prochaine compétition), lors d'une compétition majeure, grâce au classement ou à la réalisation des minima (automatic qualifier) - q : Qualifié au prochain tour (ou à la prochaine compétition), lors d'une compétition majeure, grâce au repêchage ou à la réalisation de l'une des meilleures performances parmi celles des « non qualifiés directement » (grâce au meilleur temps ou à la meilleure distance par exemple) (secondary qualifier) |                                                                                  | |                                                                                             |

## Tableau des médailles
| Rang | Nation         | Or | Argent | Bronze | Total |
| ---- | -------------- | -- | ------ | ------ | ----- |
| 1    | Kenya          | 10 | 7      | 8      | 25    |
| 2    | Nigeria        | 8  | 5      | 5      | 18    |
| 3    | Afrique du Sud | 6  | 7      | 6      | 19    |
| 4    | Égypte         | 4  | 2      | 3      | 9     |
| 5    | Algérie        | 3  | 2      | 3      | 8     |
| 6    | Maroc          | 2  | 1      | 3      | 6     |
| 7    | Botswana       | 2  | 1      | 0      | 3     |
| 7    | Tunisie        | 2  | 1      | 0      | 3     |
| 9    | Éthiopie       | 1  | 4      | 4      | 9     |
| 10   | Sénégal        | 1  | 3      | 2      | 6     |
| 11   | CIV            | 1  | 2      | 1      | 4     |
| 12   | Ghana          | 1  | 1      | 2      | 4     |
| 13   | Ouganda        | 1  | 1      | 0      | 2     |
| 14   | Lesotho        | 1  | 0      | 1      | 2     |
| 15   | Libye          | 1  | 0      | 0      | 1     |
| 16   | Cameroun       | 0  | 3      | 1      | 4     |
| 17   | Soudan         | 0  | 1      | 1      | 2     |
| 17   | Gabon          | 0  | 1      | 1      | 2     |
| 19   | Burundi        | 0  | 1      | 0      | 1     |
| 19   | Seychelles     | 0  | 1      | 0      | 1     |
| 21   | Togo           | 0  | 0      | 1      | 1     |
| 21   | Madagascar     | 0  | 0      | 1      | 1     |
| 21   | Maurice        | 0  | 0      | 1      | 1     |
| 21   | COD            | 0  | 0      | 1      | 1     |
|      | Total          | 44 | 44     | 44     | 132   |